# Ampel
ampel（アンペル）は、2009年8月に結成された日本のバンド。

## メンバー
- 河原太朗（1988年6月15日 - ）神奈川県出身

ボーカル・ベース
- 吉岡 紘希（1989年1月18日 - ）茨城県出身

ドラム
- 竹村 郁哉（1990年3月23日 - ）京都府出身

ギター
旧メンバー
- 小岩井直記（1988年11月3日 - ）横浜市出身

ドラムス
- 藤川俊之（1988年11月16日 - ）横浜市出身

ギター

## 略歴
- 2009年8月21日 - 河原が小岩井と藤川を誘い結成。
- 2009年9月15日 - 新横浜sound hallにて初ライブ。
- 2009年11月24日 - 下北沢ガレージにて初ライブ。以降は横浜でのライブは少なく、下北沢ガレージでの活動が主となる。
- 2010年6月25日 - ライブ会場にて初のsingle『Farbe』を発表、リリース。
- 2011年2月26日 - 下北沢ガレージにて初のampel主催 "Myers vol.1"を開催。
Myersと銘打ったのは、河原がラム酒好きという事から来ている。
- 2011年7月31日 - concept mini album STANDARD-1 を発表。下北沢ガレージにてrelease event "First Impression"を開催。
- 2011年11月27日 - 下北沢ガレージにてampel初のワンマンライブ"初めの単独公演 【STANDARD-1】を敢行。
- 2012年7月26日 - メンバーチェンジを経て新体制初ライブ。
- 新しいメンバーには旧plentyドラムの吉岡紘希、ラキタ率いるバンド『シェイクシェイクグループ』のベースを務める竹村郁哉が加わる。
- 河原はTwitterなどで旧編成を『第一期』、現編成を『第二期』と称している。
- 2014年3月1日 - 新体制での初単独公演『Gentleman, It's Green.』を敢行。
- 同時にsingle『Shoot It』を発表。現メンバーでの初の音源となる。
- 2015年3月11日 - ペトロールズ等所属するレーベル『enndisc』よりsingle『Image』をタワーレコード渋谷にてリリース。
- 2015年4月4日 - ampel 2015 event series『DRAMA』の第一幕 "DRAMA ~crash~"を開催。
- DRAMAは通年企画公演と称し、春夏秋冬にイベントを展開すると発表された。

## 作品
- Farbe （1st single）2010年6月25日、自主製作にてリリース。収録曲は1. 『思惑』 2. 『飾り』。録音スタジオは下北沢にあるKNOCKOUT RECORDING STUDIO。
- STANDARD-1（concept mini album）2011年7月31日、自身のレーベルidea disc（support by enndisc）よりリリース。
音源はスタジオでの一発録り。直にバンドの音を感じて欲しいというコンセプトを元に製作された。
- Shoot It （2nd single）2014年3月1日、自主製作にてリリース。収録曲は1. 『Event』 2. 『RayRay』 3.『Koe』。録音スタジオは新代田にあるsecond drip、etc.と記載。
- Image （3rd single）2015年3月11日、enndiscよりリリース。収録曲は1. 『物足りない』 2. 『空気にかえる』 3.『Play With Me』。録音スタジオは下北沢にあるKNOCKOUT RECORDING STUDIOとhmc studio。3月1日にenndiscが主催したイベント、タワーレコード渋谷移転20周年"お祝いの会"において、当日ステージ上でリリースが決定された。